# چومپه (کوسکو)
چومپه (به اسپانیایی: Chumpe) یک کوه در پرو است. چومپه ۶٬۱۰۶ متر بالاتر از سطح دریا واقع شده‌است.